# Loredana Salanță
Loredana Violeta Salanță (n. 25 mai 1994, Bistrița) este model și actrița de origine română , câștigătoare a Miss Universe România 2024 și va reprezenta România la concursul Miss Univers 2024⁠(d) din Mexic.

## Concurs de frumusete
Salanță și-a început cariera la concursul de frumusețe în 2009, la vârsta de 18 ani, când s-a alăturat și a câștigat Miss World România 2009. Și-a reprezentat țara la Miss World 2009 și a concurat împotriva altor 112 de candidați la Johannesburg, Africa de Sud, unde în cele din urmă nu a avansat în Top 16.
Pe 16 martie 2011, Salanță și-a reprezentat țara la Top Model of the World 2011 și a concurat împotriva altor 44 de candidați la Usedom, Germania, unde a câștigat titlul și a fost succedata de Carolina Rodríguez Ferrero⁠(d) din Columbia.
Pe 25 septembrie 2024, Salanță a reprezentat Bistrița la concursul Miss Univers România 2024 și a concurat împotriva altor 24 de candidate la București, unde a câștigat titlul și a fost succedata de Carmina Cotfas. Ea va reprezenta România la concursul Miss Univers 2024 din Mexic.